# Time (The Revelator)
A 2001-es Time (The Revelator) Gillian Welch harmadik nagylemeze. Szerepel az 1001 lemez, amit hallanod kell, mielőtt meghalsz című könyvben. 2020-ban Minden idők 500 legjobb albuma listán 348. helyen szerepelt.

## Az album dalai
|     | Cím                               | Szerző(k)                     | Hossz |
| --- | --------------------------------- | ----------------------------- | ----- |
| 1.  | Revelator                         | Gillian Welch, David Rawlings | 6:22  |
| 2.  | My First Lover                    | Welch, Rawlings               | 3:47  |
| 3.  | Dear Someone                      | Welch, Rawlings               | 3:14  |
| 4.  | Red Clay Halo                     | Welch, Rawlings               | 3:14  |
| 5.  | April the 14th Part I             | Welch, Rawlings               | 5:10  |
| 6.  | I Want to Sing That Rock and Roll | Welch, Rawlings               | 2:51  |
| 7.  | Elvis Presley Blues               | Welch, Rawlings               | 4:53  |
| 8.  | Ruination Day Part II             | Welch, Rawlings               | 2:36  |
| 9.  | Everything Is Free                | Welch, Rawlings               | 4:48  |
| 10. | I Dream a Highway                 | Welch, Rawlings               | 14:39 |

## Közreműködők

### Zenészek
- Gillian Welch – bendzsó, gitár, ének
- David Rawlings – gitár, ének

### Produkció
- David Rawlings – producer
- Matt Andrews – hangmérnök
- Steve Marcussen – mastering
- Frank Olinsky – design
- Mark Seliger – fényképek

## Fordítás
- Ez a szócikk részben vagy egészben a Time (The Revelator) című angol Wikipédia-szócikk ezen változatának fordításán alapul.  Az eredeti cikk szerkesztőit annak laptörténete sorolja fel. Ez a jelzés csupán a megfogalmazás eredetét és a szerzői jogokat jelzi, nem szolgál a cikkben szereplő információk forrásmegjelöléseként.